# Christiane Vlassi
Christiane Vlassi (5 giugno 1938) è un'ex ballerina francese, Danseuse Étoile del balletto dell'Opéra di Parigi dal 1963 al 1978.

## Biografia
Christiane Vlassi nacque nel 1938 e all'età di dieci anni fu ammessa alla scuola di danza dell'Opéra di Parigi, dove fu allieva di Carlotta Zambelli. Nel 1952 iniziò a danzare come ballerina di fila del balletto dell'Opéra di Parigi e nel 1961 fu promossa al rango di ballerina principale. Nel 1963 fu proclamata danseuse étoile della compagnia dopo aver danzato il duplice ruolo di Odette e Odile ne Il lago dei cigni, in cui si fece ammirare per la purezza delle linee e l'eleganza del suo arabesque nella parte del cigno bianco.
Nei quindici anni successivi danzò molti dei maggiori ruoli del repertorio femminile, tra cui le protagoniste de Coppélia e Suite en Blanc di Serge Lifar. Inoltre danzò ruoli principali in occasione delle prime del Romeo e Giulietta coreografato da Attilio Labis, Tarangalila di Roland Petit e La Damnation de Faust di Maurice Béjart. Ha danzato come ospite con alcune delle maggiori compagnie di danza al mondo, tra cui il Balletto Bol'šoj, il Balletto Mariinskij, il Royal Ballet e il corpo di Ballo del Teatro alla Scala, con cui ha danzato nel ruolo della Fata Confetto ne Lo schiaccianoci nel 1972.
Dopo il ritiro dalla compagnia nel 1978 continuò a danzare per alcuni anni come prima ballerina ospite e dal 1981 al 2004 insegnò alla scuola di danza dell'Opéra di Parigi.
È stata sposata con Attilio Labis, suo collega all'Opéra di Parigi, fino alla morte del ballerino nel 2023.